# Gaio Mesio Tiziano
Gaio Mesio Tiziano (latino: Gaius Maesius Titianus; fl. 245) fu un senatore e politico dell'Impero romano.

## Biografia
Tiziano proveniva da una famiglia che diede molti alti ufficiali all'amministrazione imperiale. Di Tiziano è noto solo il consolato per l'anno 245, esercitato assieme all'imperatore Filippo l'Arabo.
Tiziano potrebbe essere identificato con il Gaius Maesius Aquillius Fabius Titianus citato da un'iscrizione ritrovata a Thermae Himeraeae (moderna Termini Imerese), in cui viene descritto come clarissimus vir e consul, che a sua volta potrebbe essere stato figlio di un certo Maesius Fabius Titianus, clarissimus puer nel 197 o 198. Tiziano potrebbe essere anche il padre dell'omonimo consolare citato nell'iscrizione CIL X, 7346.